# Lloret de Mar (kommunhuvudort)
Lloret de Mar är en kommunhuvudort i Spanien.   Den ligger i provinsen Província de Girona och regionen Katalonien, i den östra delen av landet, 600 km öster om huvudstaden Madrid. Lloret de Mar ligger 14 meter över havet och antalet invånare är 39 363.
Terrängen runt Lloret de Mar är kuperad norrut, men västerut är den platt. Havet är nära Lloret de Mar åt sydost.  Närmaste större samhälle är Blanes, 5,4 km sydväst om Lloret de Mar. 